# Zaščita pred izpostavitvijo
Zaščita pred izpostavitvijo ali preekspozicijska profilaksa (PrEP) pomeni zdravstveni ukrep, ki se uporabi pred izpostavitvijo osebe povzročitelju bolezni, z namenom preprečitve okužbe. 

## Malarija
Osebam, ki potujejo v dežele z veliko razširjenostjo malarije, se priporoča zaščita pred izpostavitvijo v obliki zdravil, ki jih je treba začeti jemati že pred potovanjem, ter z njihovim uživanjem nadaljevati med potovanjem in še nekaj časa po vrnitvi. Zdravila, ki so priporočena, so odvisna od same ciljne države, sicer pa se za zaščito uporabljajo: 
| Zdravilo           | Prednosti | Slabosti |
| ------------------ | --- | --- |
| Atovakon/progvanil | * začeti ga je treba jemati le 1 do 2 dneva pred potovanjem * jemlje se le še 7 dni po koncu potovanja * zdravilo se dobro prenaša, neželeni učinki so redki * na voljo so tudi tablete za otroke                                                                    | * ni primeren za nosečnice in doječe matere * ni primeren za bolnike s hudo ledvično okvaro * dražji od večine drugih zdravil * vsakodnevno jemanje |
| Klorokin           | * jemlje se le enkrat tedensko, zato je primernejši tudi za daljša potovanja * nekateri že uživajo hidroksiklorokin zaradi revmatske bolezni; potemtakem zaščita z dodatnim zdravilom ni potrebna * lahko se uživa skozi vsa tri trimesečja nosečnosti               | * ni učinkovit v predelih s povzročiteljem, odpornim proti klorokinu ali meflokinu * poslabša lahko luskavico * zdravilo je treba začeti jemati že 1 do 2 tedna pred potovanjem in z uporabo nadaljevati še 4 tedne po vrnitvi                                                              |
| Doksiciklin        | * poceni * začeti ga je treba jemati le 1 do 2 dneva pred potovanjem * nekateri že uživajo doksiciklin zaradi aknavosti; potemtakem zaščita z dodatnim zdravilom ni potrebna * ščiti tudi pred nekaterimi drugimi okužbami, na primer pred rikeciozo in leptospirozo | * ni primeren za nosečnice in otroke, mlajše od 8 let * jemati ga je treba vsakodnevno ter še 4 tedne po vrnitvi s potovanja * pri ženskah poveča tveganje za glivično nožnično okužbo *lahko povzroči preobčutljivost na sončno svetlobo * pojavi se lahko slabost                         |
| Meflokin           | * uporablja se enkrat tedensko * primeren je tudi za nosečnice | * ni učinkovit v predelih s povzročiteljem, odpornim proti meflokinu * ni primeren za bolnike z določenimi psihiatričnimi motnjami, napadi krčev in motnjami srčnega prevajanja * zdravilo je treba začeti jemati že 2 tedna pred potovanjem in z uporabo nadaljevati še 4 tedne po vrnitvi |
| Primakin           | * najučinkovitejše zdravilo proti P. vivax (primeren za območja, kjer ta vrsta plazmodija prevladuje) * začeti ga je treba jemati le 1 do 2 dneva pred potovanjem * jemlje se le še 7 dni po koncu potovanja                                                         | * ni primeren za bolnike s pomanjkanjem glukoza-6-fosfat-dehidrogenaze * ni primeren za nosečnice in doječe matere (razen če je pri otroku opravljen test na glukoza-6-fosfat-dehidrogenazo) * vsakodnevno jemanje zdravila * pojavi se lahko slabost                                       |

## HIV
V povezavi s HIV-om pomeni aplikacijo protiretrovirusnih zdravil, preden je oseba izpostavljena okužbi z virusom HIV. Randomizirane klinične raziskave so namreč pokazale, da se je pri neokuženih osebah s tveganim vedenjem za okužbo z virusom HIV (osebe, ki nudijo spolne usluge, serološko neskladni pari – pari, kjer je le ena oseba okužena z virusom HIV), ki so redno vsakodnevno uživale kombinirano zdravilo s tenofovirjem in emtricitabinom, tveganje za okužbo značilno zmanjšalo (za 44 % v skupini moških, ki imajo spolne odnose z moškimi, za 63 do 73 % v skupini serodiskordantnih parov). Vendar je pred morebitno uvedbo take zaščite pred izpostavitvijo treba razjasniti še vrsto vprašanj, predvsem kakšno je tveganje za pojav sevov virusa HIV, odpornega proti protivirusnim zdravilom. V študijah, izvedenih v Južni Afriki, je tudi uporaba vaginalnega gela s tenofovirjem pokazala zmanjšanje tveganja za okužbo s HIV-om, in sicer za 39 do 54 %, odvisno od pogostnosti uporabe gela.